# Bolzanova věta
Bolzanova věta je tvrzení z reálné analýzy, pojmenované podle Bernarda Bolzana.

## Bolzanova věta
Nechť funkce {\displaystyle f(x)} je spojitá na kompaktním (tj. omezeném a uzavřeném) intervalu {\displaystyle [a,b]} a nechť {\displaystyle f(a)f(b)<0}. Pak existuje alespoň jeden bod {\displaystyle c\in [a,b]} takový, že {\displaystyle f(c)=0}.

## Metoda bisekce
Bolzanova věta říká, že je-li funkce {\displaystyle f(x)} v intervalu {\displaystyle [a,b]} spojitá a splňuje-li podmínku {\displaystyle f(a)f(b)<0}, pak rovnice {\displaystyle f(x)=0} má v tomto intervalu alespoň jedno řešení.